# Ramon Berenguer V. Provensálský
Ramon Berenguer V. Provensálský (fr. Raimond Bérenger IV de Provence, 1198 – 19. srpna 1245, Aix-en-Provence) byl hrabě provensálský (1209–1245) a hrabě z Forcalquier (1222–1245).

## Život

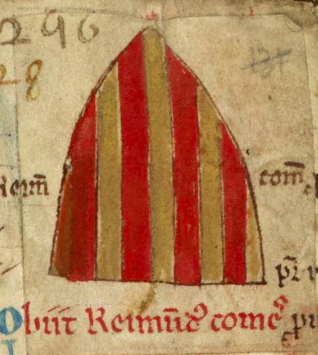
Posmrtně obrácený znak Ramóna Berenguera v kronice Matěje Pařížského

Ramon Berenguer V. byl synem hraběte Alfonse II. a Garsindy ze Sabranu. Alfons II. zemřel již roku 1209 a poručníkem budoucího, zatím pětiletého hraběte byl příbuznými stanoven Sancho z Roussilllonu, dědův mladší bratr. Ramon se ujal svého hrabství roku 1219.
5. června 1219 se oženil s prý krásnou  a velmi důvtipnou Beatrix, dcerou savojského hraběte Tomáše I. Z manželství se narodilo šest dětí. Dospělosti se dožily čtyři dcery, které se staly manželkami králů.
Dědičkou hrabství se stala nejmladší dcera Beatrix. Vážně nemocný Ramon Berengar chtěl odkázáním majetku do rukou Beatrix předejít tomu, aby hrabství získala francouzská koruna a rozšířila tak své územní državy.
| „                                                         | Moje milovaná dcero, jsi mi dražší než tvoje sestry. Je mi známo, že z vůle našeho Pána se všechny mé dcery, kromě tebe, provdaly za vysoce urozené muže a povýšily v očích celého křesťanstva. Tobě tedy prostřednictvím své závěti přenechávám celé své panství, peníze, hrady a veškerý další majetek, neboť tvoje sestry nepotřebují, aby byl rozdělen a každá obdržela poměrnou část. | “ |
| — Ramon Berengar Provensálský (kronika Matěje Pařížského) | |   |

Správou hrabství byla pověřena po Ramonově skonu hraběnka Beatrix a dlouholetý správce Romeo de Villeneuve. Dcera Beatrix byla provdána za mladšího bratra francouzského krále Karla z Anjou. Hrabě byl pohřben v kostele v Aix-en-Provence. Jeho hrobka byla zničena roku 1793.